# Berufsunfähigkeit
Berufsunfähigkeit ist die dauernde krankheits-, unfall- oder invaliditätsbedingte Unfähigkeit einer Person, ihren Beruf auszuüben.

## Ursachen
Zu den Hauptursachen für den Eintritt der Berufsunfähigkeit gehören: Erkrankungen des Herzens und Gefäßsystems, des Bewegungs- und Skelettapparates, Krebs, Nervenleiden und Unfälle. Je nach Alter kann die Verteilung der einzelnen Ursachen deutlichen Schwankungen unterworfen sein. So steigt mit zunehmendem Alter die Häufigkeit von Erkrankungen des Herzens und Gefäßsystems (Schlaganfälle) beziehungsweise von Krebserkrankungen als Ursache an. Unfälle nehmen dagegen als Auslöser für den Eintritt von Berufsunfähigkeit deutlich ab. Die Berufsunfähigkeit ist damit direkt an die Häufigkeit der Ursachen für die genannten Krankheitsbilder geknüpft.
Neuere Daten zeigen eindeutig, dass organische Erkrankungen heutzutage aber bei Weitem nicht mehr die häufigste Ursache für eine Berufsunfähigkeit darstellen. Vielmehr stehen heute Erkrankungen der Psyche (Depression) und Verhaltensstörungen im Vordergrund.

## Deutschland

### Rechtslage
Im Gegensatz zur vollen Berufsunfähigkeit ist teilweise Berufsunfähigkeit eine Beeinträchtigung, aufgrund der eine Person ihren Beruf nur noch teilweise ausüben kann. Im Gegensatz zur Erwerbsunfähigkeit liegt eine Berufsunfähigkeit auch dann vor, wenn der Betroffene gesundheitlich imstande wäre, einen anderen, gegebenenfalls sozial weniger angesehenen oder mit (erheblichen) Einkommenseinbußen verbundenen, Beruf auszuüben.
Die finanziellen Folgen der Berufsunfähigkeit lassen sich mit einer privaten Berufsunfähigkeitsversicherung absichern. Dafür muss der ursächliche Zustand ärztlich bestätigt sein und von der Versicherung anerkannt werden. Im Allgemeinen zahlen Versicherungen schon bei einer teilweisen Berufsunfähigkeit von mindestens 50 Prozent, gemessen am zuletzt ausgeübten Beruf beziehungsweise der zuletzt ausgeübten Tätigkeit. Mit der privaten Absicherung der Berufsunfähigkeit über einen Versicherungsvertrag sind automatisch die Erwerbsunfähigkeit sowie die Beitragsbefreiung bei Berufsunfähigkeit versichert.
Auch die gesetzliche Rentenversicherung in Deutschland beinhaltete bis Ende 2000 einen Berufsunfähigkeitsschutz. Im Zuge der Reform der Renten wegen verminderter Erwerbsfähigkeit wurde er jedoch durch die Einführung einer zweistufigen Erwerbsminderungsrente abgeschafft, da das Risiko nicht rein existenzieller Natur war, sondern auch den sozialen Status sicherte. Aus Vertrauensschutzgründen erhalten Versicherte, die vor dem 2. Januar 1961 geboren wurden und in ihrem bisherigen Beruf oder einer zumutbaren Verweisungstätigkeit nicht mehr sechs Stunden täglich arbeiten können, eine halbe Erwerbsminderungsrente (§ 240 SGB VI).

#### Gesetzliche Rentenversicherung

##### Definition der Berufsunfähigkeit
Berufsunfähig im Sinne der deutschen gesetzlichen Rentenversicherung sind nach § 240 Abs. 2 SGB VI Versicherte, deren Erwerbsfähigkeit wegen Krankheit oder Behinderung im Vergleich zur Erwerbsfähigkeit von körperlich, geistig und seelisch gesunden Versicherten mit ähnlicher Ausbildung und gleichwertigen Kenntnissen und Fähigkeiten auf weniger als sechs Stunden gesunken ist. Der Kreis der Tätigkeiten, nach denen die Erwerbsfähigkeit von Versicherten zu beurteilen ist, umfasst alle Tätigkeiten, die ihren Kräften und Fähigkeiten entsprechen und ihnen unter Berücksichtigung der Dauer und des Umfanges ihrer Ausbildung sowie ihres bisherigen Berufes und der besonderen Anforderungen ihrer bisherigen Berufstätigkeit zugemutet werden können. Zumutbar ist stets eine Tätigkeit, für die die Versicherten durch Leistungen zur Teilhabe am Arbeitsleben mit Erfolg ausgebildet oder umgeschult worden sind. Berufsunfähig ist nicht, wer eine zumutbare Tätigkeit vollschichtig ausüben kann; dabei ist die jeweilige Arbeitsmarktlage nicht zu berücksichtigen.
Maßgeblich für die Beurteilung des Berufsschutzes ist der ausgeübte Hauptberuf. Darunter ist im Allgemeinen diejenige der Versicherungspflicht unterliegende Tätigkeit zu verstehen, die zuletzt auf Dauer, das heißt mit dem Ziel verrichtet wurde, sie bis zum Eintritt der gesundheitlichen Unfähigkeit oder bis zum Erreichen der Altersgrenze auszuüben; in der Regel ist das die letzte versicherungspflichtige Beschäftigung oder Tätigkeit, jedenfalls wenn sie die qualitativ höchste ist.
Kann der Versicherte seinen zuletzt ausgeübten Hauptberuf gesundheitsbedingt nicht mehr ausüben, ist er dennoch solange nicht berufsunfähig, soweit er noch auf eine andere vollschichtige Tätigkeit verwiesen werden kann (Verweisungstätigkeit). Er kann nur auf eine solche Tätigkeit verwiesen werden, die ihm sozial zuzumuten ist und die er sowohl gesundheitlich als auch fachlich zu bewältigen vermag. Die Zumutbarkeit richtet sich nach der für die Verweisungstätigkeit erforderlichen Qualifikation.
Zur Beurteilung der Zumutbarkeit hat das Bundessozialgericht ein Mehrstufenschema entwickelt. Danach sind in der Regel solche Tätigkeiten noch zumutbar, die der gleichen Qualifikationsstufe oder der nächstniedrigeren Qualifikationsstufe entsprechen. Zur Stufe 1 gehören ungelernte Berufe; Berufe mit einer Ausbildung bis zu zwei Jahren sind der Stufe 2 zuzuordnen; Berufe mit einer Ausbildung von mehr als zwei Jahren der Stufe 3; Berufe, die zusätzliche Qualifikationen oder Erfahrungen oder den erfolgreichen Besuch einer Fachschule voraussetzen gehören zur Stufe 4, ebenso wie Facharbeiter mit Vorgesetztenfunktion gegenüber anderen Facharbeitern, Spezialfacharbeiter, Meister und Berufe mit Fachschulqualifikation als Eingangsvoraussetzung; zur Stufe 5 gehören Berufe, die einen erfolgreichen Abschluss einer Fachhochschule oder eine zumindest gleichwertige Berufsausbildung voraussetzen; der Stufe 6 sind schließlich Berufe zuzuordnen, deren hohe Qualität regelmäßig auf einem Hochschulstudium oder einer vergleichbaren Qualifikation beruht.
Der Eintritt der Berufsunfähigkeit wird in der Regel auf Grundlage eines medizinischen Gutachtens festgestellt. Mitunter werden auch berufskundliche Gutachten eingeholt.

##### Rentenleistungen bei Berufsunfähigkeit
Die Berufsunfähigkeitsrente ist im Recht der deutschen gesetzlichen Rentenversicherung mit Inkrafttreten des Gesetzes zur Reform der Renten wegen verminderter Erwerbsfähigkeit vom 20. Dezember 2000 zum 1. Januar 2001 durch die Änderung des § 43 SGB VI i. d. F. vom 31. Dezember 2000 für alle Versicherten weggefallen, die am 31. Dezember 2000 noch keinen Anspruch auf eine Rente wegen Berufsunfähigkeit hatten, egal wann sie geboren wurden, also auch wenn sie vor dem 2. Januar 1961 geboren wurden. Versicherte, die am 31. Dezember 2000 schon Anspruch auf eine Rente wegen Berufsunfähigkeit hatten, genießen Besitzstandswahrung, erhalten die Berufsunfähigkeitsrente also weiter (siehe § 302b SGB VI).
Aus Vertrauensschutzgründen wurde ein Schutz bei Berufsunfähigkeit für solche Versicherte erhalten, die vor dem 2. Januar 1961 geboren sind und nach dem 31. Dezember 2000 berufsunfähig werden. Diese Personen haben nach § 240 Abs. 1 SGB VI – bei Erfüllung der sonstigen Voraussetzungen – Anspruch auf eine Rente wegen teilweiser Erwerbsminderung.

#### Formen privater Absicherung des Risikos der Berufsunfähigkeit
Die Definition in § 172 VVG ist zwar nicht bindend für die private Berufsunfähigkeitsversicherung, aber es wird ihr eine Leitbildfunktion zugesprochen.
Ein Versicherungsprodukt, dass sich Berufsunfähigkeitsversicherung nennt, muss mindestens die Anforderungen des §172 VVG erfüllen. Es muss also der zuletzt ausgeübte Beruf versichert sein und nicht der allgemeine Arbeitsmarkt, wie das z. B. bei einer Erwerbsunfähigkeitsversicherung der Fall wäre. Der Auslöser darf jede Krankheit, Körperverletzung oder auch mehr als altersentsprechender Kräfteverfall sein. Es gibt hier also keine Einschränkung, wie z. B. bei einer Dread Disease oder Grundfähigkeitsversicherung. Die Einschränkung muss teilweise oder vollständig sein. Bis auf Einzelfälle leistet der Markt bereits schon bei einer Einschränkung von 50 %. Und die Einschränkung muss dauerhaft sein. Damit unterscheidet sich die Berufsunfähigkeitsversicherung von der Arbeitsunfähigkeit, die z. B. in der Krankentagegeldversicherung versichert ist. Am Markt ist "dauerhaft" mittlerweile mit 6 Monaten definiert, weshalb es immer wieder zu Überschneidungen zwischen Krankentagegeld und BU-Versicherung kommen kann.
Die Absicherung in Form einer Berufsunfähigkeitsversicherung kann man mit verschiedenen Möglichkeiten vornehmen:
- als selbständige Versicherung
- als Risikoversicherung mit Einschluss einer Berufsunfähigkeitzusatzversicherung (BUZ)
- als Kapital- oder Rentenversicherung mit Einschluss einer BUZ
- als Basisrente mit Einschluss einer BUZ
- in Kombination mit einem Aktien- oder Rentenfonds
- als Einschluss in eine betriebliche Altersversorgung

### Statistik

#### Die Berufe mit den höchsten Raten an Berufsunfähigkeit
| Rang | Beruf          | Neuzugänge Renten | Anteil der Erwerbsunfähigkeitsrenten | Anteil der Renten wegen Todes |
| ---- | -------------- | ----------------- | ------------------------------------ | ----------------------------- |
| 1    | Dachdecker     | 1021              | 52,4 %                               | 28,4 %                        |
| 2    | Krankenpfleger | 7972              | 41,3 %                               | 12,2 %                        |
| 3    | Schlachter     | 1348              | 40,0 %                               | 19,8 %                        |
| 4    | Tiefbauer      | 1266              | 38,1 %                               | 23,6 %                        |
| 5    | Maurer         | 5449              | 37,7 %                               | 20,2 %                        |
| 6    | Maler          | 3167              | 37,4 %                               | 20,6 %                        |
| 7    | Sozialarbeiter | 8668              | 36,4 %                               | 10,6 %                        |
| 8    | Bauhilfsarb.   | 7228              | 36,0 %                               | 25,1 %                        |
| 9    | Hilfsarbeiter  | 18027             | 36,0 %                               | 21,6 %                        |
| 10   | Betonbauer     | 1464              | 35,4 %                               | 17,3 %                        |

Map–Report
Renten wegen Todes bedeutet, dass die Renten aufgrund eines eingetretenen Todesfalls des Versicherten an dessen Hinterbliebene(n) gezahlt werden.

#### Ursachen für Berufsunfähigkeit
| Ursache                          | 2014    | 2008    |
| -------------------------------- | ------- | ------- |
| psychische Erkrankungen          | 31,55 % | 20,06 % |
| Erkrankung des Bewegungsapparats | 21,17 % | 27,00 % |
| Krebserkrankungen                | 15,00 % | 15,40 % |
| Unfälle                          | 9,41 %  | 11,30 % |
| Herz-Kreislauf-Erkrankungen      | 7,76 %  | 15,60 % |
| Sonstige Krankheiten             | 15,11 % | 11,20 % |

Quelle: Morgen & Morgen

#### Alter der Berufsunfähigen
| Altersgruppen |      |
| ------------- | ---- |
| 20–35         | 6 %  |
| 36–45         | 20 % |
| 46–50         | 16 % |
| 51–55         | 26 % |
| 56–60         | 27 % |
| 60+           | 5 %  |

Quelle: Statista 2007

## Frankreich

### Rechtslage
In Frankreich muss die Berufsunfähigkeit durch einen Arbeitsmediziner festgestellt werden, art. L. 4624-4, phr. 1 C. trav..

#### Arbeitsunfall

##### Wiedereingliederung
Stellt der Arbeitsmediziner fest, dass die Berufsunfähigkeit durch einen Arbeitsunfall verursacht wurde, muss der Arbeitgeber dem Arbeitnehmer gem. art. L. 1226-10, al. 1 C. trav. eine im Betrieb oder (falls nicht möglich) in einem Betriebs des Konzerns auf dem französischen Staatsgebiet eine alternative Stelle zur Wiedereingliederung anbieten, für die er berufsfähig ist (obligation de reclassement).
Die angebotene Stelle muss die Qualifikationen des Arbeitnehmers berücksichtigen und der vorherig ausgeübten Tätigkeit so ähnlich wie möglich sein, art. L. 1226-10, al. 2 et 3 C. trav.

##### Unmöglichkeit der Wiedereingliederung
Ist es dem Arbeitgeber nicht möglich, dem Arbeitnehmer eine solche alternative Stelle anzubieten, muss er ihn gem. art. L. 1226-12, al. 1 C. trav. umfangreich schriftlich über die Gründe dafür informieren, wobei er die Beweislast für die Unmöglichkeit trägt, vgl. art. L. 1226-12, al. 2 C. trav.
Kann der Arbeitgeber diesen Beweis erbringen oder hat der Arbeitnehmer eine den Voraussetzungen des art. L. 1226-10, al. 2 et 3 C. trav. genügende angebotene Stelle abgelehnt bzw. hat der Arbeitsmediziner aus wichtigen gesundheitlichen Gründen ausdrücklich von einer Wiedereingliederung abgeraten, darf der Arbeitnehmer gekündigt werden, art. L. 1226-12, al. 4 C. trav.
Bei ordentlichen Kündigungen hat der Arbeitgeber grundsätzlich die Pflicht, den Arbeitnehmer je nach Betriebszugehörigkeit für eine gewisse Zeit weiterzubeschäftigen und ihm in Form einer Abfindung den Lohn zu zahlen, den er bei gewöhnlicher Fortsetzung des Arbeitsverhältnisses in dieser Zeit erhalten hätte (sog. indemnité de préavis), vgl. art. L. 1234-1 C. trav. Kündigt der Arbeitgeber einen Arbeitnehmer wegen Unmöglichkeit der Wiedereingliederung, kann letzterer die im Gegenzug geschuldete Arbeitsleistung nicht erbringen, hat aber dennoch gem. art. L. 1226-14, al. 1, L. 1234-5 C. trav. einen Anspruch auf Ausgleichszahlung (indemnité compensatrice de préavis) in derselben Höhe wie die indemnité de préavis. Zusätzlich erhält er, soweit ein Tarifvertrag nichts günstigeres vorsieht, eine spezielle Abfindung (indemnité spéciale de licenciement), die das Doppelte der gesetzlichen Kündigungsabfindung beträgt, art. L. 1226-14, al. 1, L. 1234-9 C. trav. Hat der Arbeitnehmer hingegen eine den Voraussetzungen des art. L. 1226-10, al. 2 et 3 C. trav. genügende angebotene Stelle abgelehnt, verliert er gem. art. L. 1226-14, al. 2 den Anspruch auf diese Abfindungen.

##### Frist
Für das Angebot oder die Kündigung seitens des Arbeitgebers gibt es grundsätzlich keine Frist.
Soweit sie allerdings nicht innerhalb eines Monats erfolgen, schuldet der Arbeitgeber Zahlung des Monatslohns, art. L. 1226-11, al. 1 C. trav.

##### Ansprüche des Arbeitnehmers bei Verstößen
Verletzt der Arbeitgeber seine Wiedereingliederungspflicht, indem er dem Arbeitgeber trotz Möglichkeit dazu keine alternative Stelle anbietet (art. L. 1226-10, al. 1 C. trav.), kann ihm die Wiedereingliederung nicht aufgezwungen werden; er muss in diesem Fall dem Arbeitnehmer aber zusätzlich zu der indemnité compensatrice de préavis und zu der indemnité spéciale de licenciement eine Schadensersatzzahlung in Höhe der letzten sechs Monatsgehälter zahlen, art. L. 1226-15, al. 1 C. trav.